# Масада (спецподразделение)
Масада (ивр. יחידת מצדה‎) — специальное подразделение Управления тюрем Израиля, созданное в 2003 году.
Основной задачей «Масады» является качественное реагирование на чрезвычайные ситуации в местах лишения свободы по всему Израилю, также это одно из пяти подразделений Израиля созданных для освобождения заложников. Подразделение считается одним из ведущих в Израиле.

## История
Подразделение «Масада» было создано в 2003 году комиссаром Управления Яаковом Ганотом в ответ на возросший уровень нападений на персонал тюрем и попыток похищения заложников, совершаемых заключёнными в этот период. До 2003 года в Управлении тюрем не существовало подразделения по спасению заложников, поэтому в случае возникновения чрезвычайных ситуаций ему приходилось полагаться на другие организации, такие как полиция Израиля и ЦАХАЛ.
С 2006 года «Масада» также подчиняется генеральному штабу ЦАХАЛ и отвечает за спасение заложников в исправительных учреждениях ЦАХАЛ.
За все годы существования части её командирами были офицеры с богатым боевым опытом, в основном из ЯМАМа. Только в сентябре 2016 года, впервые с момента создания подразделения, его командиром был выбран проходивший службу лишь в нём, а не переведённый из ЦАХАЛа и других подразделений.